# هال أوفرتون
هال أوفرتون (بالإنجليزية: Hall Overton)‏ هو عازف جاز وملحن وعازف بيانو أمريكي، ولد في 23 فبراير 1920 في بانغور في الولايات المتحدة، وتوفي في 24 نوفمبر 1972 في نيويورك في الولايات المتحدة بسبب تشمع الكبد.

## وصلات خارجية
- هال أوفرتون على موقع IMDb (الإنجليزية)
- هال أوفرتون على موقع ميوزك برينز (الإنجليزية)
- هال أوفرتون على موقع قاعدة بيانات برودواي على الإنترنت (الإنجليزية)
- هال أوفرتون على موقع ديسكوغز (الإنجليزية)